# Maryam Touzani
Maryam Touzani, arab. مريم التوزاني (ur. 18 lipca 1980 w Tangerze) – marokańska reżyserka i scenarzystka filmowa.
W 2003 ukończyła studia na kierunkach komunikacja medialna i dziennikarstwo w Londynie. Następnie parała się dziennikarstwem o tematyce filmowej. Od 2011 realizuje samodzielne projekty filmowe, początkowo krótkometrażowe.
Jej fabularny debiut, Adam (2019), miał swoją premierę w sekcji "Un Certain Regard" na 72. MFF w Cannes i był oficjalnym marokańskim kandydatem do Oscara dla najlepszego filmu nieanglojęzycznego. Kolejny film reżyserki, Turkusowa suknia (2020), zdobył Nagrodę FIPRESCI w sekcji "Un Certain Regard" na 75. MFF w Cannes.
Zasiadała w jury konkursu głównego na 76. MFF w Cannes (2023). Jej mężem jest znany francusko-marokański reżyser Nabil Ayouch.